# 職業

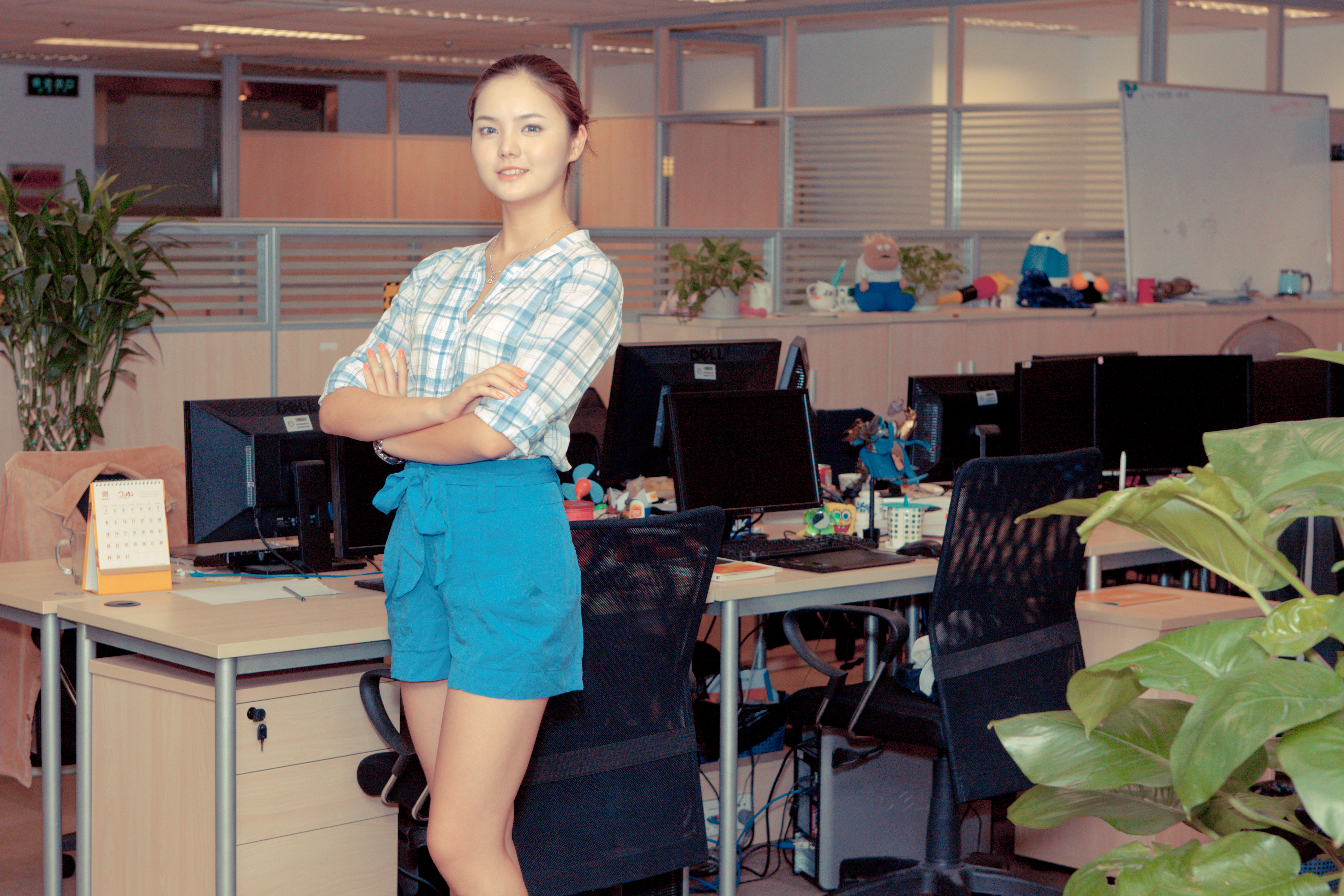
中國職場女白領

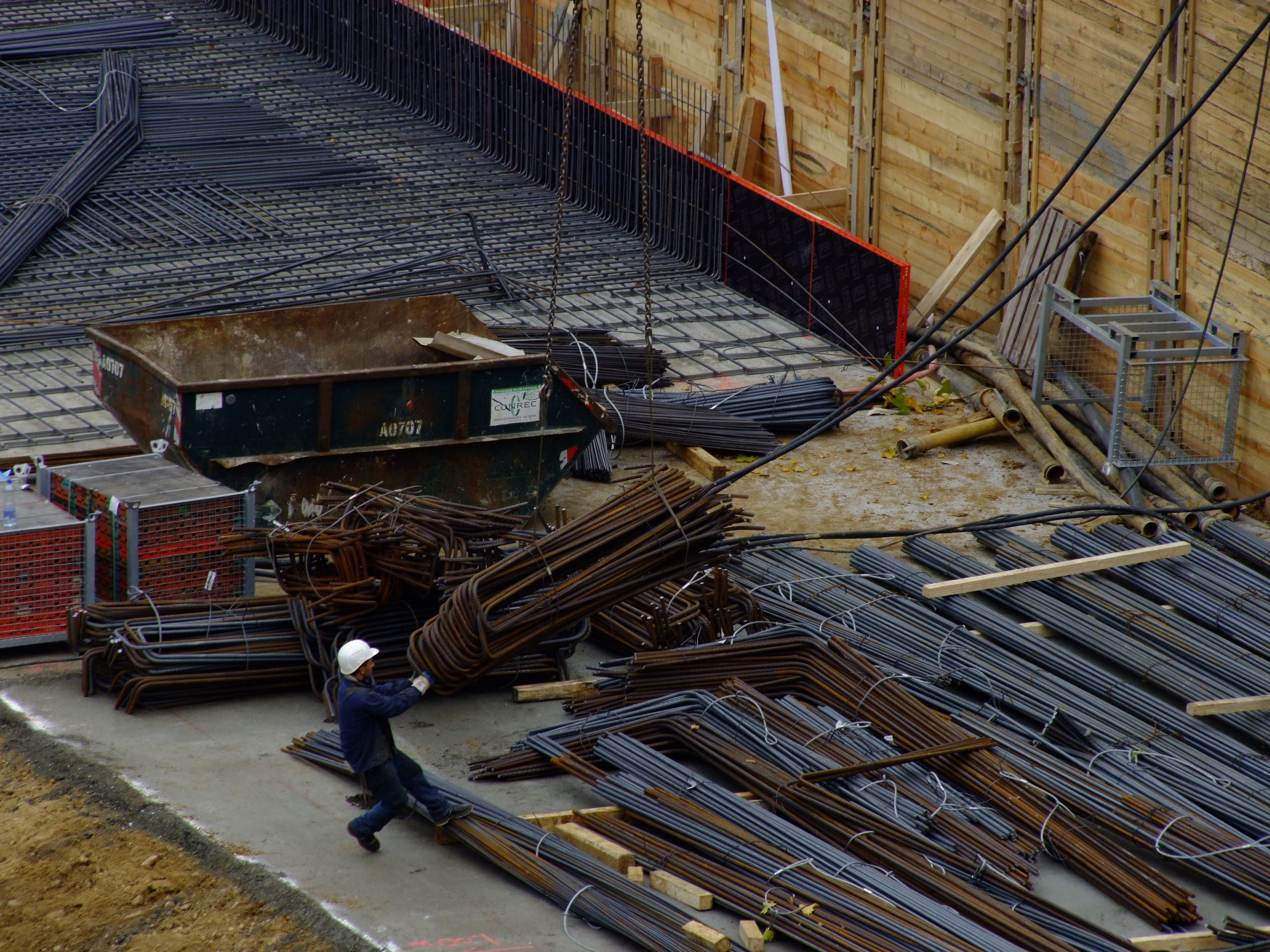
藍領勞工

職業（英語：Job），是一種日常性的規律勞動，其目的在於換取勞動所得（也就是薪資），以維持生活所需，亦象徵在社會上的地位和名譽等等。职场上的专门行业，是對劳动的分類。职业是社会分工的产物，西方商品經濟發達的社會，通常指具有一定專長的社會性工作。劃分的方式很多，也沒有定勢，通常以所從事的产业或行業爲主，並結合工作特點混合使用。職業在英語中對應於  或 ，作為術語概念有差異。
汉语詞彙“職業”作為術語，有時指工作（集合名詞），其概念與時代、社會經濟水平有關。一定時期有時包含社會地位的成分。如僕人、傭人、長工在經濟落後時代代表地位和社會階層，在中國大陸被称为保姆，職業作爲一種概念，與經濟發展的水平、社會政治制度有很大關係，如詞彙“農民”，1980年代以前的計劃經濟時代多指個人身份，而且除非“農轉非”、大學升學可以改變；在現代西方社會，農民是一種職業，多指農場的工人。
职业能为社会提供价值，社会则用工资回应此类价值。

## 健康職場概論
健康職場概論介入範圍包括下列事項：
1. 組織政策性的措施（political applicate）
2. 增進認知型的活動（aware strategy）
3. 改變生活方式和健康行為的活動（health behavior change）
4. 創造支持性環境的活動（supportive cultural environments）

### 評估
1. 健康問題的澄清（Locate problem）
2. 需求的分析（Need assessment）
3. 資源的確認（Resource assure）
4. 資源的利用（Resource use）
5. 介入後評估（evaluation）

## 《敬業與樂業》
《敬業與樂業》中梁啟超提出一些有關職業的東西。（樂，粵音淆6 ngaau6）
- 敬業的意思是「凡做一件事，便忠於一件事，將全副精力集中到這事上頭，一點不旁騖，便是敬。」及「凡職業沒有不是神聖的，所以凡職業沒有不是可敬的。惟其如此，所以我們對於各種職業，沒有什麼分別揀擇。」。
- 樂業的意思是「人生能從自己職業中領略出趣味，生活才有價值。」。

總結是「敬業即是責任心，樂業即是趣味。」。